# Operazione prosciutto
Operazione prosciutto (Grin and Bear It) è un film del 1954 diretto da Jack Hannah. È un cortometraggio animato realizzato, in Technicolor, dalla Walt Disney Productions, uscito negli Stati Uniti il 13 agosto 1954 e distribuito dalla RKO Radio Pictures. A partire dagli anni novanta è più noto come Sorridi e sopportalo.

## Trama
Paperino arriva al parco nazionale di Brownstone. Qui il ranger Ocarina chiede agli orsi di partecipare con i turisti ma senza commettere furti. L'orso Onofrio decide di fare coppia con Paperino soprattutto a causa del prosciutto arrosto che ha. Quando Paperino non ricompensa l'orso con il suo cibo, lui cerca in vari modi di ottenere il prosciutto, tra cui attirare l'attenzione del papero sdraiandosi sulla strada, fingendo di essere stato investito. Paperino offre quindi il cibo all'orso, ma poi capisce il trucco e si mette a lottare con l'animale. Quando il ranger arriva sul posto, ordina al papero e all'orso di ripulire il disordine risultante. Tuttavia nota anche lui il prosciutto e se ne va con esso, ma viene rimproverato per questo da Paperino e da Onofrio.

## Distribuzione

### Edizioni home video

#### VHS
- Disney Adventures (aprile 1988)
- Paperino superstar (febbraio 1991)